# Ataques Del Futuro
Ataques Del Futuro (på svenska: Attacker från framtiden) är en independent action-science-fiction-äventyr Independentfilmserie från Calderón Productions, med hjälp från Subsuelo Audio och Sobrelcielo video. De flesta filmer har gjorts i Mexiko, emellertid har en del av serien framställts i Sverige. Filmerna började med sin första release på den stora skärmen år 2005. Efter framgången med den första filmen, bestämde Calderon Productions att fortsätta att göra dessa filmer, alltså Sagan föddes. Filmerna handlar om en alternativ framtidsvision som utspelar sig fem miljoner år efter 2000-talet. Huvudkaraktärerna är en mutation mellan noshörning och plast, kallade Rinoplasticos. Under sina äventyr möter de mängder av olika varelser och fiender.

## Filmografi
1. The Rinoplasticos  (2005)
2. Rinoplasticos II (2006)
3. Rinoplasticos: Revenge of the Malok (2008)
4. Rinoplasticos IV (2009)
5. A Frozen Land (2010)
6. Rinoplasticos V (2011)
7. Rinoplasticos: The Final Battle (2012)
8. The Good Side is Better (2012) (kortfilm)
9. The Story of Kripto (2013)
10. A Warrior's Journey (2014)
11. The Paths of Kripto (2015)
12. Lemon Quest (2015) (kortfilm)
13. The Reflection of Kripto (2016)